# 336 Lacadiera
A 336 Lacadiera (ideiglenes jelöléssel 1892 D) a Naprendszer kisbolygóövében található aszteroida. Auguste Charlois fedezte fel 1892. szeptember 19-én.